# All in My Head (Flex)
«All in My Head (Flex)» es el segundo sencillo del grupo femenino estadounidense Fifth Harmony, de su segundo álbum de estudio, 7/27, fue lanzado el 27 de mayo de 2016. Cuenta con la colaboración del artista de hip hop Fetty Wap, y contiene una interpolación de la canción "Flex" por Mad Cobra de 1995. La canción debutó en una encore performance luego de los Billboard Music Awards 2016. El grupo más tarde interpretó la canción en la temporada 22 final de Dancing with the Stars. La canción hizo su impacto en las radios de los EE. UU. el 31 de mayo de 2016. El vídeo musical fue lanzado el 23 de junio de 2016. All in my Head (Flex) fue galardonado con un MTV Video Music Award por canción de verano.

## Antecedentes y lanzamiento
Antes del lanzamiento de su segundo álbum de estudio 7/27, Dinah Jane Hansen integrante de Fifth Harmony compartió en Instagram su pensamiento respecto a su canción favorita del álbum "All in My Head (Flex)":

El ambiente y el ritmo de esto siento que me representa mejor como una isla del Pacífico Sur[...] Esta es sólo una de esas canciones para sentirse bien que no se puede evitar el atasco, no importa donde estás o con quién estás!"

 En una breve revisión del álbum, el New York Post describió la canción como "tiene un ritmo de reggae-is beat."
Las muestras de la pista de la canción "Flex" del DJ jamaiquino Mad Cobra que a su vez interpola elementos de la canción "Just My Imagination" de Temptations El vídeo musical fue lanzado el 23 de junio de 2016. El grupo ganó un MTV Video Music Award por canción de verano.

## Vídeo musical
El vídeo musical, fue dirigido por Montana Hank Director X, fue lanzado el 23 de junio de 2016. El vídeo es situado en una playa y tiene ambiente tropical, mientras que las chicas bailan encima de rocas y posan en diferentes maneras durante sus solos individuales. Fetty Wap también se observa cantando su solo pero aislado del grupo. Hombres sin camisa, aparecen brevemente a lo largo del vídeo.

## Presentaciones en vivo
El grupo interpretó la canción por primera vez en televisión el 22 de mayo de 2016, durante una actuación especial en Encore Xfinity después de los Billboard Music Awards 2016, donde interpretaron «Work from Home».
El 24 de mayo de 2016 el grupo interpretó la canción en la temporada final 22 de Dancing with the Stars. El quinteto también interpretó el sencillo el 13 de junio de 2016 en iHeart Radio Honda Stage en Los Ángeles.

## Posicionamiento en listas
| Chart (2016)                                | Peak position |
| ------------------------------------------- | ------------- |
| Australia (ARIA)                            | 19            |
| Bélgica (Flandes) (Ultratip Bubbling Under) | 1             |
| Bélgica (Valonia) (Ultratip Bubbling Under) | 17            |
| Canadá (Canadian Hot 100)                   | 22            |
| República Checa (Rádio Top 100)             | 67            |
| Irlanda (IRMA)                              | 27            |
| Italy (FIMI)                                | 66            |
| Japón (Japan Hot 100)                       | 98            |
| Países Bajos (Dutch Top 40)                 | 24            |
| Países Bajos (Mega Single Top 100)          | 44            |
| New Zealand (Recorded Music NZ)             | 8             |
| Escocia (Scottish Singles Sales Chart)      | 25            |
| Reino Unido (UK Singles Chart)              | 25            |
| Estados Unidos (Billboard Hot 100)          | 24            |
| Estados Unidos (Mainstream Top 40)          | 11            |

## Certificaciones
| País           | Organismo certificador | Certificación | Simbolización | Ventas    | Ref.   |
| -------------- | ---------------------- | ------------- | ------------- | --------- | ------ |
| Estados Unidos | RIAA                   | 3x Platino    | ▲             | 3 000 000 | [ 28 ] |
| Reino Unido    | BPI                    | Oro           | –             | 400 000   | [ 29 ] |
| Italia         | FIMI                   | Oro           | ●             | 100 000   | [ 30 ] |
| Canadá         | Music Canada           | Platino       | ▲             | 80 000    | [ 31 ] |
| Australia      | ARIA                   | Platino       | ▲             | 70 000    | [ 32 ] |
| 🇧🇷 Brasil      | Pro-Música Brasil      | Oro           |               | 40 000    |        |
| México         | AMPROFON               | Oro           | ●             | 30,000    | [ 33 ] |
| Nueva Zelanda  | RMNZ                   | Oro           | ●             | 15 000    | [ 34 ] |